# محمدرضاکوچه
محمدرضاکوچه (به ترکی آذربایجانی: Məmmədrzaküçə) یک منطقهٔ مسکونی در جمهوری آذربایجان است که در شهرستان ماساللی واقع شده است. محمدرضاکوچه ۶۱۲ نفر جمعیت دارد.